# Obrium circunflexum
Obrium circunflexum là một loài bọ cánh cứng trong họ Cerambycidae.